# Issah Abdoulaye Salou
Issah Abdoulaye Salou, født d. 4 februar 1999 i Niger, men har også statsborgerskab i Ghana. Han er professionel fodboldspiller, som lige nu spiller i den danske 3F Superliga, for Randers FC. Han kom til Randers d. 17 juli 2019 fra Accra Hearts of Oak i Ghana. Ud over at være klub fodboldspiller er han også landsholds fodbold spiller for Niger U20. Salou spiller for det meste en Venstre midt, men kan også spille en central rolle.